# Johannes Agricola
Pour les articles homonymes, voir Agricola.
Jean Agricola (° 20 avril 1494 - † 22 septembre 1566), est un théologien protestant allemand du XVIe siècle.

## Biographie
Surnommé Magister Islebius, parce qu'il est d'Eisleben en Saxe, il est un des principaux coopérateurs de Luther. Il soutient que la Loi (mosaïque) est inutile pour être sauvé, que seule la foi compte pour le salut. Par là, il donne naissance à la secte des Antinomiens (c'est-à-dire adversaires de la loi), nom qui est donné à cette doctrine par Luther lors de ses querelles avec Jean Agricola en 1527-1528 et 1537-1540. Martin Luther soutient que la Loi, même si elle ne participe pas directement à la justification par la foi, accule l'homme par ses exigences à se sentir pécheur (la notion de "semper peccator" luthérien) et par là le pousse à recevoir l'Évangile pour se sortir de cet état de péché. 
À la suite de démêlés qu'il a avec Mélanchthon au sujet de cette doctrine, il se retire à Berlin où il devient prédicateur de la Cour. Il prend part à l'Intérim d'Augsbourg, au colloque de Leipsick (1519), et signe les articles de Smalkalde (1537). 
Il laisse, outre des ouvrages de controverse, un Recueil de proverbes allemands, accompagné d'un Commentaire estimé (Haguenau, 152?).

## Sources
- Marie-Nicolas Bouillet  et Alexis Chassang (dir.), « Johannes Agricola » dans Dictionnaire universel d’histoire et de géographie, 1878 (lire sur Wikisource)